# Orthoperus atomarius
Orthoperus atomarius là một loài bọ cánh cứng trong họ Corylophidae. Loài này được Heer miêu tả khoa học đầu tiên năm 1841.